# Siglo XXVII a. C.
El siglo XXVII antes de Cristo cubre el periodo entre el año 2700 a. C. hasta el 2601 a. C., ambos incluidos.

## Eventos

### Decenio 2700-2691 a.C.
- 2700 a. C.: 
  - Comienza a cultivarse de manera intensiva el maíz en México
  - Pobladores desarrollan la agricultura en la Amazonía.
- 2700 a 2630 a. C.: 
  - Imhotep, chaty y arquitecto de Dyeser, construye la Pirámide escalonada de Saqqara, la primera gran "pirámide" del mundo.
  - Tercera Dinastía, reinados de Sanajt (o Nebka), Zoser (Dyeser), Sejemjet, Jaba, Qa-hedyet, Huny, capital en Menfis.

### Decenio 2670-2669 a.C.
- 2670 a. C.: La ciudad mesopotámica de Ur se convierte en una ciudad Estado muy próspera y poderosa bajo el reinado de Mesanepada.[1]

### Decenio 2650-2649 a.C.
- Época del Antiguo Imperio egipcio: el poder de la monarquía se incrementó y extendió su influencia hacia el sur, siguiendo el Nilo hasta Nubia (en el norte del actual Sudán).[1]

### Decenio 2620-2611 a.C.
- c. 2614-2579 a. C.: Reina el faraón Seneferu, el primer gobernante de la cuarta dinastía de Egipto, del Imperio Antiguo.[2][3]

### Egipto
- - Menfis es elegida como capital de la Tercera y la Cuarta Dinastía.
- 2700-2500 a. C.: Primeras dinastías de Kish, de Uruk (Meskiangasher, Enmerkar, Lugalbanda, Dumuri, Gilgamesh), y de Ur dominan Sumeria.
- 2630-2500 a. C.: comienza la Cuarta Dinastía.
  - Reinado del faraón Seneferu. Su visir es Nefermaat.
    - Campaña de Seneferu a Nubia. Trae a Egipto un botín considerable de 7000 prisioneros, que son empleados como esclavos.
    - Seneferu envía una expedición a Libia que trae un botín de 11.000 prisioneros y 13.100 cabezas de ganado.
    - El rey de Egipto Seneferu envía 40 barcos a Biblos para traer madera de cedro del Líbano para construir más navíos.
    - Expedición de Seneferu al Sinaí.

  - Los esclavos del rey Seneferu (y luego de su hijo Keops) explotan minas de cobre y yacimientos de turquesa en Sinaí.
  - Pintura al fresco de las Ocas de Meidum.
  - Gran desarrollo de la joyería en Egipto.

### Perú
- 2627 a. C.: Surge Caral, ciudad madre de la civilización más antigua de América (la Civilización Caral-Supe), que desde aprox. el año 2900 a. C. se desarrolló como una aldea, y durante casi 300 años creció y evolucionó hasta transformarse en una ciudad que alcanzó un alto grado de organización.

### China
- 2700 a. C.: sube al trono el Emperador Amarillo.

### Mesopotamia
- 2700 a. C.: Aparece Elam.
- 2650 a. C.: Aparece Ur.

## Personajes relevantes
- Imhotep: sabio, médico, astrónomo, y el primer arquitecto conocido en la historia. Erigió la pirámide escalonada de Zoser.
- Zoser: primer faraón de la tercera dinastía de Egipto.